# Black metal
Black metal is een subgenre van de heavy metal, dat zich afsplitste van de vroege thrashmetal- en deathmetalscene. Rond de jaren 90 verspreidde black metal zich vanuit Scandinavië, met name Noorwegen, eerst over Europa, later ook over de hele wereld, van Amerika tot het Midden-Oosten en Azië.
Black metal onderscheidt zich niet alleen door zijn muziek van andere metalgenres, maar ook door zijn achterliggende thematiek, die over het algemeen satanisch, heidens en misantropisch is. Al komen de bovengenoemde thema's in meer of mindere mate ook in de andere genres aan bod (zie kenmerken). Centraal staat het antihumanisme: een attitude van verachting ten aanzien van mens, religie en maatschappij. Daarnaast zijn er vaak terugkerende thema's zoals depressie, zelfmoord, oorlog, genocide en aanverwante onderwerpen die de negatieve kant van de mens benadrukken.
Hoewel veel groepen hun ideologie serieus nemen, gaat black metal ook vaak gepaard met spektakel en theater. Satanisme en dergelijke worden dan eerder gebruikt om te choqueren. De Britse metalband Venom is hier een goed voorbeeld van. Het satanisme is bij deze band nooit gekozen als levensovertuiging, maar enkel als een manier om zich te onderscheiden en een nog extremere vorm van heavy metal te maken dan Black Sabbath, Motörhead en Kiss. Kiss is de band die middels gezichtsbeschildering corpse-paint wereldfaam vergaarde, deze podiumperformance is door veel blackmetalbands overgenomen.

## Kenmerken
Hoewel hedendaagse black metal verwijst naar de Noorse stijl met de schrille vocalen en rauwe productie, wordt de term traditioneel toegepast op bands met wijd uiteenlopende sounds, zoals Death SS, Mercyful Fate, Mayhem, Blasphemy, en de Griekse en Finse bands die rond dezelfde tijd opkwamen als de Noorse scene. Muzikaal kent black metal een grote diversiteit: van snel tot langzaam, extreem minimalistisch tot veel tempoveranderingen. Weinig genres in de metal zijn zo ongedefinieerd en toch gebonden aan diverse concrete grenzen. De bezetting van een blackmetalband is veelal gelijk aan die van andere genres: een drummer, één of twee gitaristen, een basgitarist en een vocalist. Daarnaast hebben diverse bands ook nog een toetsenist en eventuele andere instrumenten. De drumcomputer komt ook vaak voor, vooral bij eenmansbands.
Standaard in de black metal zijn de schelle vocalen die niet zozeer gezongen worden, maar meer gelijkenis tonen met gekrijs. Veel minder tot nauwelijks gebruikelijk zijn de lage, gutturale vocals zoals de grunt uit de deathmetal. Het gitaarwerk is meestal monotoon en bestaat vaak uit het herhalen van enkele riffs of akkoorden. Tegelijkertijd zijn er ook bands die een groot assortiment aan riffs bieden, bijvoorbeeld Emperor. Het drumwerk is meestal minder belangrijk, dubbele basdrum en blastbeats vormen veelal de ruggengraat van de muziek. De basgitaar volgt vaak de gitaarriffs of het drumpatroon en is niet altijd te horen, zeker niet bij blackmetalgroepen die zweren bij een ondermaatse, opzettelijke slechte productie. Daarnaast gebruiken sommige bands voor de sfeer nog keyboards terwijl andere bands dit niet vinden passen bij de algehele sfeer van black metal.
Grofweg is black metal onder andere herkenbaar aan:
- schreeuwende vocals;
- gitaarspel met tremolo-techniek;
- snelle percussie met behulp van dubbele basdrum en blastbeats;
- relatief dik of zacht gitaargeluid - zit er zelden tussenin - met distortion;
- overwegend satanistische, misantropische, heidense en/of anti-christelijke thematiek;
- onconventionele songstructuren: vaak niet opgebouwd volgens de typische vers-refrein-vers-refrein-structuur.

## Eerste golf

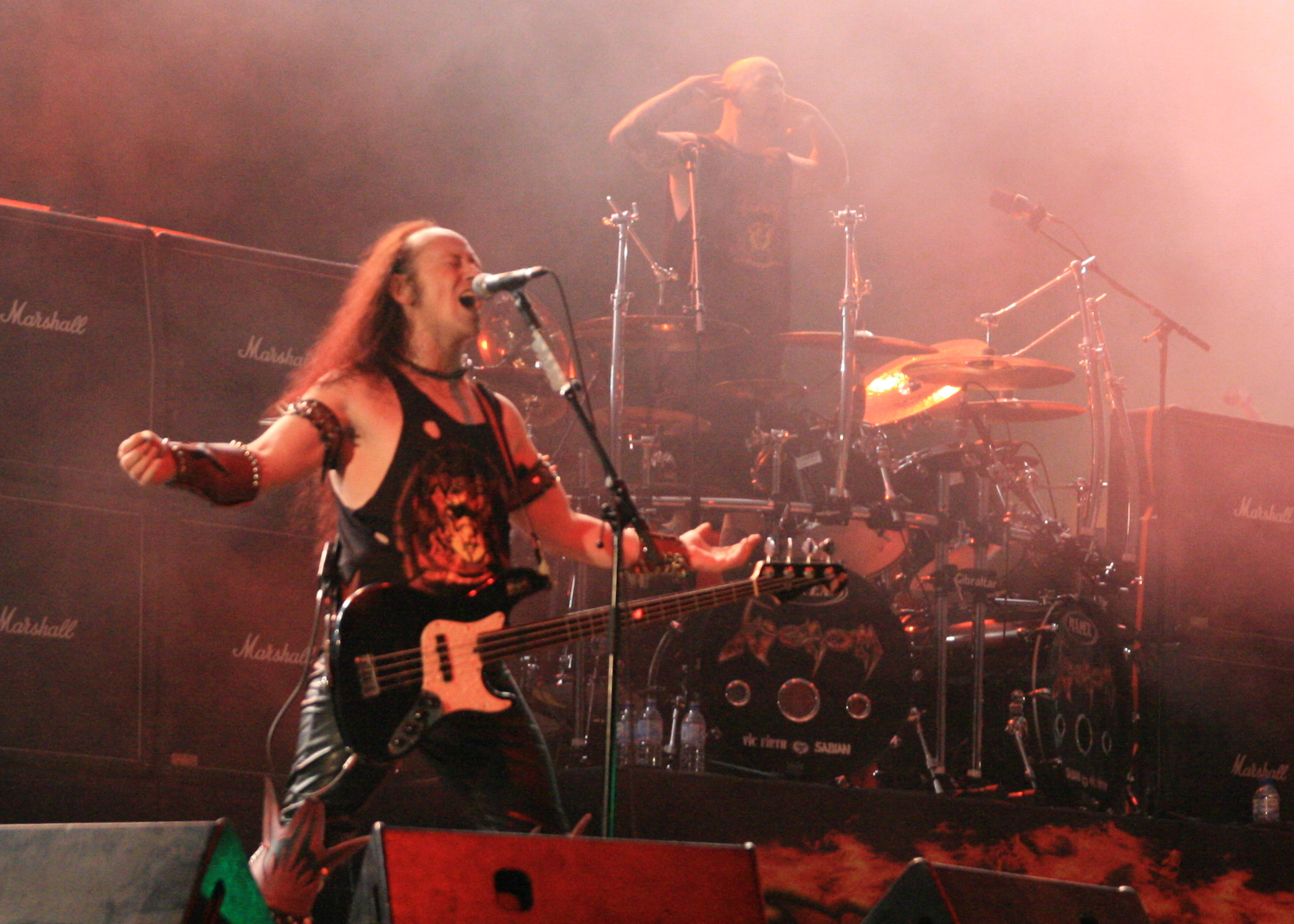
Venom tijdens een liveoptreden op Hellfest in 2008

Het verloop in de ontwikkeling van black metal kent drie opvallende perioden.
De eerste golf liep gelijk met de opkomst van de eerste deathmetalbands rond de jaren 80. Het waren thrashmetalbands die nieuwe extremen opzochten (bands zoals Sodom, Destruction en Kreator) en de eerste deathmetalbands (zoals Death, Massacre, Morbid Angel en Slaughter) die vooral de grens van snelheid en hardheid opzochten. Het nieuwe blackmetalgeluid was vooral gericht op een veel ruwere klank, schelle vocals, een 'smerige' productie en vaak een onderliggend satanisch of heidens thema. De black metal klonk nog vooral als thrashmetal. De koplopers van deze golf waren de bands Bathory, Venom, Mercyful Fate, Hellhammer en Celtic Frost.
De eerste Noorse blackmetalbands haalden hun inspiratie bij deze bands.

## Tweede golf

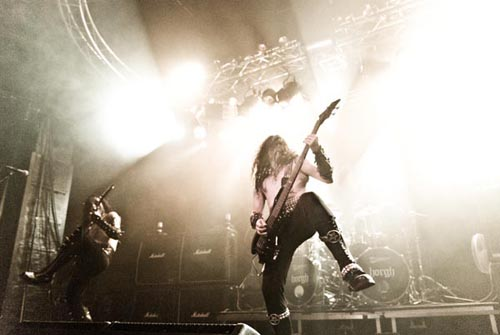
Immortal tijdens een liveoptreden op Hole In The Sky, Bergem Metal Fest 2007

Begin jaren 90 ontstond de tweede golf waarin black metal uitkristalliseerde tot een zelfstandig genre. Vooral in Noorwegen werd het genre verder gevormd. In die tijd was deathmetal populair, terwijl velen het verschil tussen black en deathmetal niet duidelijk is. Veel blackmetalbands uit deze golf speelden eerst deathmetal, zoals Darkthrone (op het album Soulside Journey), Immortal (die ontstond uit de deathmetalbands Amputation en Old Funeral) en Emperor (destijds Thou Shalt Suffer geheten). Zij werden allen door Mayhem-gitarist Euronymous overtuigd om black metal te spelen. Het grootste verschil tussen de twee stijlen is dat black metal zich niet houdt aan conventionele songstructuren, terwijl de deathmetal van begin jaren 90 nog veelal was opgebouwd volgens een vers-refrein-vers-solo-vers-refrein-structuur. Er werd weinig aandacht aan het drumwerk geschonken, sing-along refreinen waren uit den boze, laat staan solo's. Kortom, veel eenvoudige riffs die eindeloos herhaald werden, originaliteit, creativiteit en minimalisme waren belangrijk voor de vorming van black metal. Corpse-paint werd een vast bestanddeel van de stroming: de grime onderstreepte het donkere imago van black metal en was een belangrijk element tijdens de live shows. Abbath, frontman van Immortal, spreekt over het naar buiten brengen van zijn innerlijke demonen.
De blackmetalbands schoten als paddenstoelen uit de grond, met als belangrijkste groepen: Mayhem, Burzum (een eenmansproject van Varg Vikernes, ook Mayhem-bassist voor het De Mysteriis Dom Sathanas album), Darkthrone (de band die naast Burzum minimalisme doorvoerde), Immortal (gekenmerkt door hun obsessie met ijs en kou en Abbath's typerende raspende stemgeluid) en Emperor die met veel orkestrale keyboardarrangementen de trend voor de symfonische black metal zette. Enslaved uit Noorwegen hoort in eerste instantie ook bij deze golf. Zij worden vaak bestempeld als vikingmetal, waarvan zij zelf ook deels de bedenkers waren. De muziek van hun eerste twee demo's was echter overwegend black metal met teksten over de Vikingcultuur en heidense mythologie. In landen als Polen, Duitsland, en Frankrijk doken ook blackmetalbands op met een frisse, nieuwe klank. De belangrijkste waren: Graveland en Perunwit uit Polen, Moonblood uit Duitsland en uit Frankrijk kwamen Les Legions Noires bestaande uit Belketre, Mütiilation, Vlad Tepes, Torgeist, Brenoritvrezorkre en hun diverse nevenprojecten.
black metal bleef een underground-verschijnsel. Dit veranderde toen in Noorwegen grafschendingen en brandstichtingen in kerken werden gepleegd. In 1993 werd Varg Vikernes opgepakt wegens brandstichting van drie kerken en de moord op medebandlid Eurynomous uit Mayhem. Ook werden leden uit Immortal en Emperor opgepakt wegens betrokkenheid bij de kerkbranden. Emperor kwam in 1995 weer in de schijnwerpers te staan nadat bekend werd dat drummer Bard "Faust" Eithun een homoseksuele man had doodgestoken.

## Derde golf

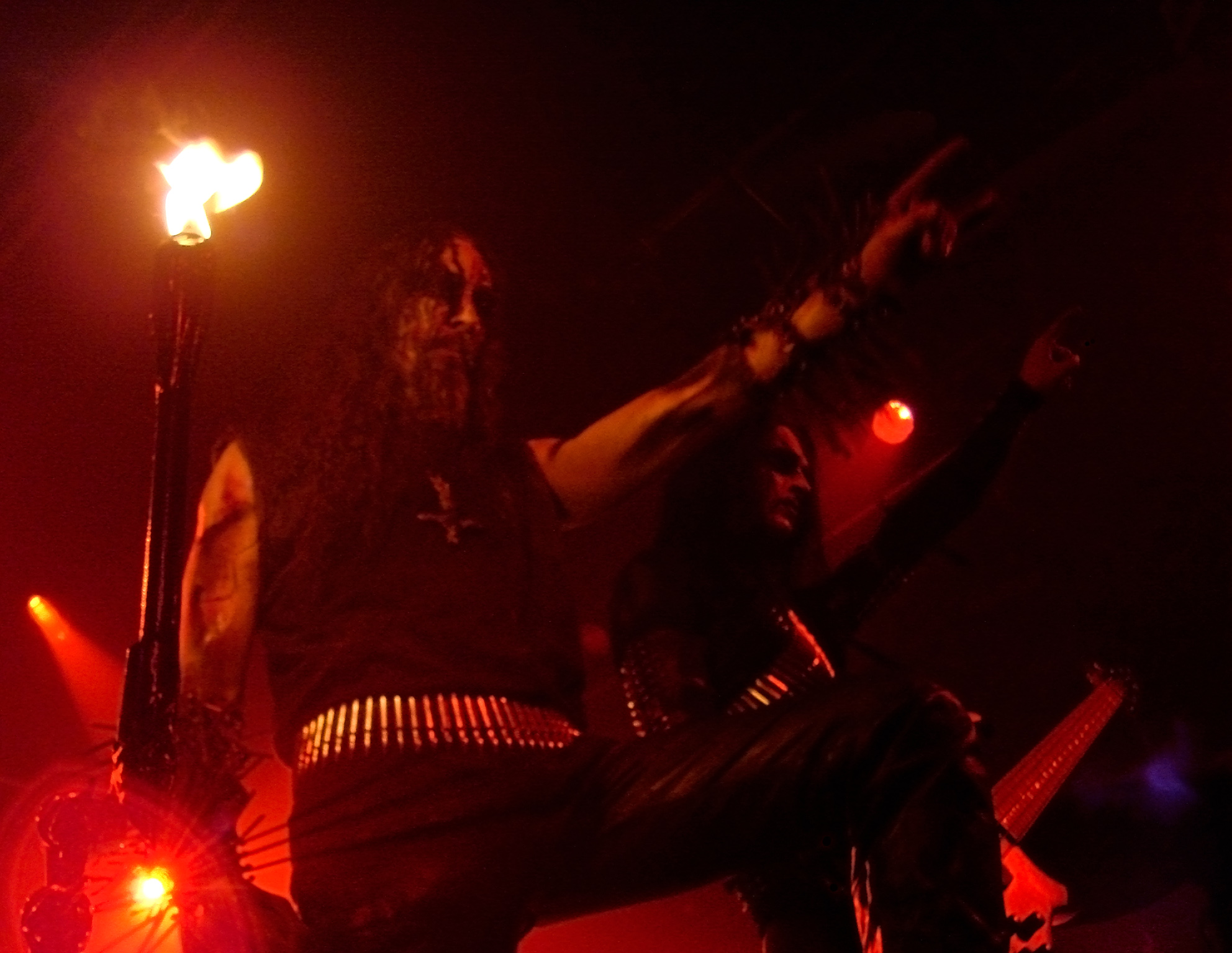
Gorgoroth, live in Parijs.

De derde golf is meer een mix van andere stijlen met black metal, en het kopiëren van de oudere bands.
Veel bands kopieerden de sound van Burzum en Darkthrone; de minimalistische mid-paced black metal. Zij kent een grote scene in Frankrijk, met bands als Antaeus, Arkhon Infaustus, Deathspell Omega, Blut Aus Nord; in Oekraïne met bands als Lucifugum en Nokturnal Mortum; in Duitsland met bands als Nargaroth, Katharsis, Odal en Ulfsdalir. Anderen concentreerden zich meer op het satanische imago van Mayhem en de snelle muziek van Immortal. Zo snel spelen als je kunt werd het kenmerk van bands als Dark Funeral, Marduk en Gorgoroth, soms ook ironisch norsecore genoemd. Een nieuwe belangrijke stroming werd de symfonische black metal. Vooral geïnspireerd door de sound van Emperor maken zij blac metal met sfeervolle keyboards, zoals Dimmu Borgir.
Voor sommige bands werd satanisme te cliché gevonden; thema's als nationalisme, folklore, racisme en fascisme werden nu met black metal gecombineerd. Deze stroming kent vooral aanhang in Oost-Europa en luistert naar de naam NSBM (nationaal socialistische black metal). De teksten zijn niet altijd openlijk racistisch, vaak schuilt het pro-Arische en nationalistische gedachtegoed in dubbelzinnige teksten. Bekende bands zijn Graveland en Veles uit Polen; Forest en Branikald uit Rusland; Absurd en Bilskirnir uit Duitsland en Kristallnacht uit Frankrijk. Muzikaal is er nauwelijks verschil met black metal (hoewel sommige NSBM-bands meer richting RAC en nazi-punk neigen).
Nog een andere substijl is de pagan black metal. Ook deze bands concentreren zich op de eigen cultuur en in de teksten vinden we dan ook veel oude sagen, legendes en andere folklore terug. De muziek wordt begeleid door synthesizers of traditionele instrumenten zoals fluiten en hoorns. Voorbeelden zijn Cyhiriaeth, Eald en Dhaubgurz uit Spanje; Pagan Reign en Temnozor uit Rusland; Nokturnal Mortum en Kroda uit Oekraïne en Surturs Lohe uit Duitsland.
De Amerikaanse scene was al lange tijd bekend door bands als Absu, Judas Iscariot en Sarcophagus. Rond de eeuwwisseling kregen steeds meer bands uit Amerika bekendheid. Zij spelen een rauwe maar melodieuze vorm van black metal. Voorbeelden zijn Krieg, Weltmacht en Averse Sefira. Al snel werd de term USBM ('United States black metal') gebruikt om deze bands aan te duiden. De muziek van Xasthur was langzamer en leek daardoor op doommetal: langzame keyboards en hysterisch schreeuwen kenmerken de sfeer. Omdat Xasthur zo verschilde van de USBM en andere black metal werd ze aangeduid als suicidal black metal. Deze noemer werd in 2003 populair waardoor alsnog bands hieronder werden geschaard, zoals Abyssic Hate, Forgotten Woods en Nortt. Andere bands uit deze substijl zijn de Nederlandse Nibdem en het Zweedse Shining.
Tot slot is er nog een stroming die op het eerste gehoor vrij weinig te maken heeft met black metal. In deze stroming, soms "black noise" genaamd, vanwege de invloeden uit de noisemuziek, gaat het niet om ritmes of melodieën maar om de textuur van het geluid. De klassieke blackmetalinstrumentatie wordt hierbij gecombineerd met elektronica en/of hard ongestructureerd geschreeuw om een zo ziekelijk mogelijke sound te creëren. Abruptum uit Zweden is een pionier in het genre, die ook al in de tweede golf actief was. Andere bands zijn het Nederlandse Stalaggh en de Duitse Sadistic Penetration.

## Varianten
black metal kent diverse varianten:
- Melodieuze black metal is een heavymetalversie van black metal waarbij de nadruk ligt op melodieuzere riffs, keyboards zijn vaak slechts ondersteunend. De muziek is doorgaans sneller dan traditionele black metal en ligt dicht bij de norsecore, al kent melodieuze black metal een grotere variëteit aan riffs. De kwaliteit van de producties ligt hoger dan bij de meer traditionele black metal, een professionele studiomix is niet ongewoon. Mede hierdoor kent melodieuze black metal ten opzichte van andere blackmetalvarianten een grotere populariteit bij het grote publiek. Bekende bands zijn het Zweedse Dissection, Naglfar en Siebenbürgen, het Franse Anorexia Nervosa, de Noorse bands Ancient en Covenant en het Engelse Hecate Enthroned. Vaak is er een overlapping met deathmetal en ook wordt de term door elkaar gebruikt met blackened deathmetal of black/deathmetal. Melodieuze black metal wordt ook wel verward met symfonische black metal.
- Orthodox black metal is een vorm van black metal waarbij de thematiek zeer letterlijk wordt opgevat. De teksten zijn sowieso theïstisch satanisch, maar de muziek kan juist zeer divers zijn. Vooral Franse en Zweedse bands zijn in dit genre sterk vertegenwoordigd. Voorbeelden van orthodox black metal zijn Watain, Malign, Katharsis, Deathspell Omega, Antaeus en Ondskapt.
- Symphonische black metal is een vorm van melodieuze black metal waarbij al dan niet hoofdzakelijk gebruikgemaakt wordt van (artificiële) symfonische arrangementen. De muziek zelf is vaak nog overduidelijk metal alleen wordt er vaak ter ondersteuning gebruikgemaakt van klassiek aandoende keyboard partijen. Pionier van deze stijl is Emperor die al in 1994 op hun studioalbum 'In the Nightside Eclipse' muziek liet horen bestaande uit overwegend snelle black metal met keyboards. In 1997 begon Emperor met het album 'Anthems to the Welkin at Dusk' te experimenteren met onconventionele structuren en werd de ondersteuning van de keyboards belangrijker. Een andere bekende symfonische blackmetalband is Dimmu Borgir.
- Weinig voorkomende stijlen die enige verwantschap hebben met black metal zijn vedic metal en war-metal.
- Trolmetal is tekstinhoudelijke variant binnen het blackmetalgenre waarbij de teksten over trollen en goblins gaan. Hiervoor wordt geput uit Noordse mythen, sagen, legenden en folklore (vanwege deze verwantschap ook wel onder folkmetal geschaard). Aan de basis van deze weinig voorkomende stijl staan de bands Mortiis en Finntroll. Mortiis heeft in haar oudere werk een middeleeuws ambient geluid en Finntroll speelt een mix van black metal en polka. (Mortiis behoort inmiddels vanwege andere teksten niet meer tot het genre.)
- Norsecore (refererend aan de Oud-Noorse Vikingtijd) is een geuzennaam voor een karikaturale blackmetalstijl die gespeend is van enige mentaliteit of ideologie. Kenmerkend zijn eenvoudige songstructuren, opeenvolgend gebruik van de eenvoudige powerchords, continue blastbeats en overdreven satanische teksten. Dark Funeral, Gorgoroth en Marduk worden wel hieronder geschaard.
- Blackened deathmetal (ook aangeduid als 'death/black metal') is een crossover die ontleend is aan deathmetal en black metal. Deze vorm van deathmetal wordt veel gespeeld door Europese bands. Veel van zulke bands zijn begonnen als blackmetalbands en hebben na verloop van tijd deathmetalinvloeden in hun muziek verweven.

Blackened deathmetal wordt gekenmerkt door nummers met een hoog tempo en meerdere ritmewisselingen, vocale partijen met zowel grunts als screams en gitaarpartijen met zware vervorming (overdrive). Soms zijn er twee vocalisten waarbij de een de screams voor zijn rekening neemt en de ander de grunts.
Verder wordt black metal soms gemixt met ambient. Bands als Burzum en Paysage d'Hiver zijn hier enkele voorbeelden van.

## Kritiek
Er is onenigheid over welke muziek als black metal omschreven kan worden. Zo profileren groepen als Cradle of Filth, Dimmu Borgir, The Kovenant en ... And Oceans zich als blackmetalgroepen, terwijl anderen het daar totaal oneens mee zijn. Bands als Dimmu Borgir en The Kovenant (destijds nog Covenant) speelden vroeger nog pure black metal, maar gingen later meer experimenteren. Daarnaast wordt deze bands vaak een te commercieel imago verweten. Een veel gehoord argument voor is dat deze bands alleen de breedheid van black metal aantonen, door te laten zien dat black metal ook gecombineerd kan worden met andere stijlen. Daartegen staat als argument dat voornoemde bands vaak overlapping tonen met deathmetal, new wave of British heavy metal en/of industrial metal, waarbij de black metal component nog nauwelijks tot niet aanwezig is.